# Salvador de la Plaza
Salvador de la Plaza (Caracas, 1 de enero de 1896-ibidem, 29 de junio de 1970) fue un sindicalista, abogado, político, profesor universitario venezolano, uno de los mayores representantes del pensamiento político y social del siglo XX en América Latina.

## Biografía
Nació en Caracas el 1 de enero de 1896. Fue uno de los conspiradores que, liderados por Luis Rafael Pimentel, que intentaron en 1919 derrocar al dictador Juan Vicente Gómez. Encarcelado en el presidio de La Rotunda  y luego desterrado en Francia en abril de 1921. Se graduó de abogado en la Universidad de París en 1924. En 1926 junto a Humberto Tejera y los hermanos  Eduardo y Gustavo Machado fundó en México el Partido Revolucionario Venezolano (PRV), precursor del Partido Comunista de Venezuela (PCV).
De vuelta a su país después de la muerte de Gómez, formó parte de la oposición al presidente Eleazar López Contreras representante del posgomecismo. El 4 de febrero de 1937 es detenido junto a Gustavo Machado y Carlos Alberto D'Ascoli. Fue expulsado nuevamente del país por decreto presidencial.
Regresó a su patria en el gobierno de Isaías Medina Angarita fungiendo nuevamente como opositor político militante del Partido Comunista de Venezuela. Una vez más fue expulsado de Venezuela esta vez bajo la dictadura del general Marcos Pérez Jiménez, exiliándose otra vez en Francia. Regresó a Venezuela en 1958 tras el derrocamiento de Pérez Jiménez. Fue corredactor de la Ley de Reforma Agraria durante el gobierno de Rómulo Betancourt. Posteriormente ejerció como profesor de Historia en la Universidad Central de Venezuela. Murió en Caracas el 29 de junio de 1970. 